# パスカル・ロタ
パスカル・ロタ（MS Pascal Lota）は、コルシカ島のコルシカ・フェリーズが運航しているフェリーである。

## 概要
イタリアのフィンカンティエリのアンコーナ造船所で、モービー・ラインズのモビーワンダーの設計をベースとして建造された。エストニアのタリンクの下で2008年にスーパースターとして就航し、僚船のスターと共にヘルシンキ - タリン航路で運航された。
2015年にはコルシカ・フェリーズに売却され、2017年からコルシカ島とフランス本土間で運行されている。

## 設計

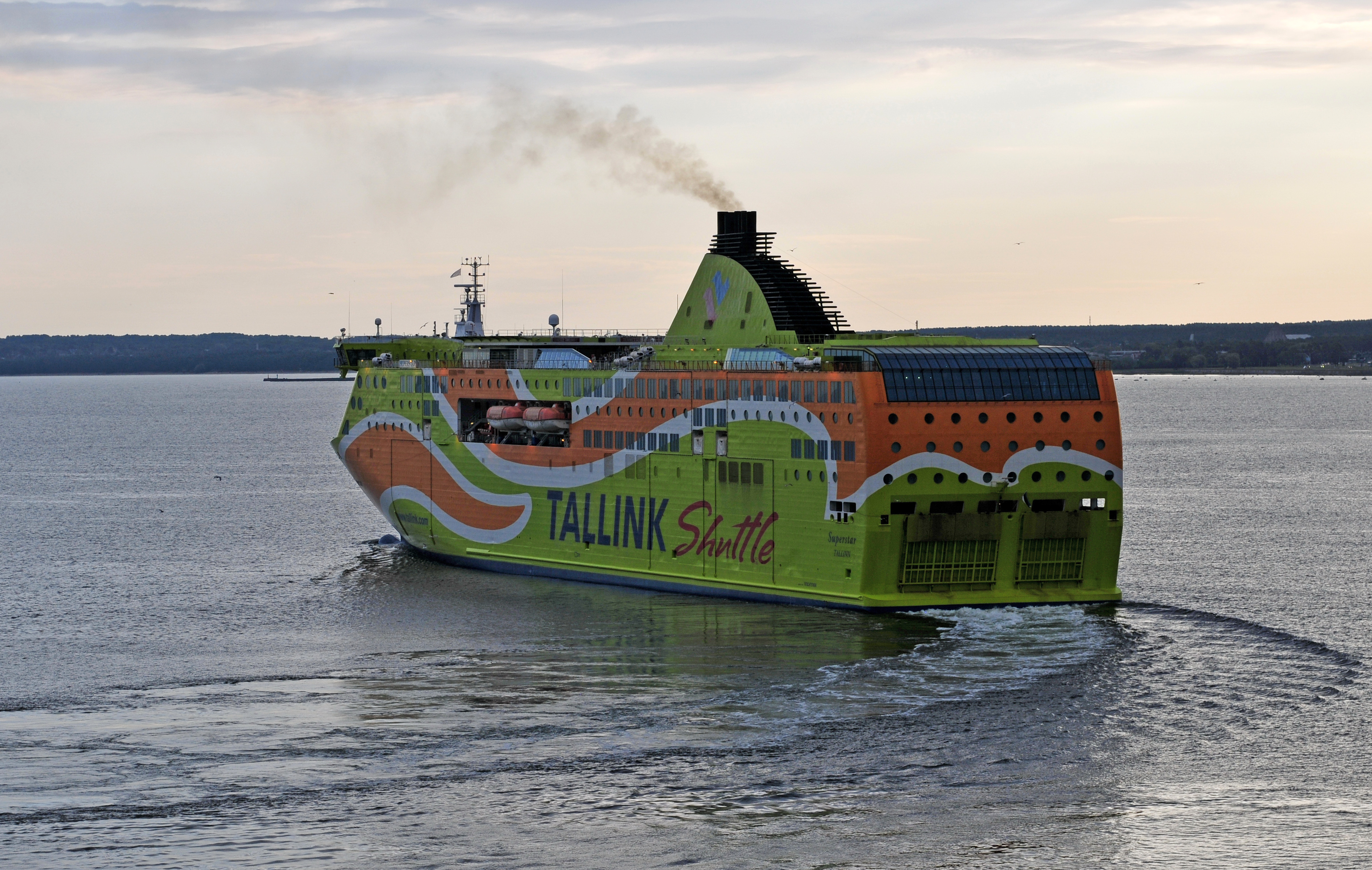
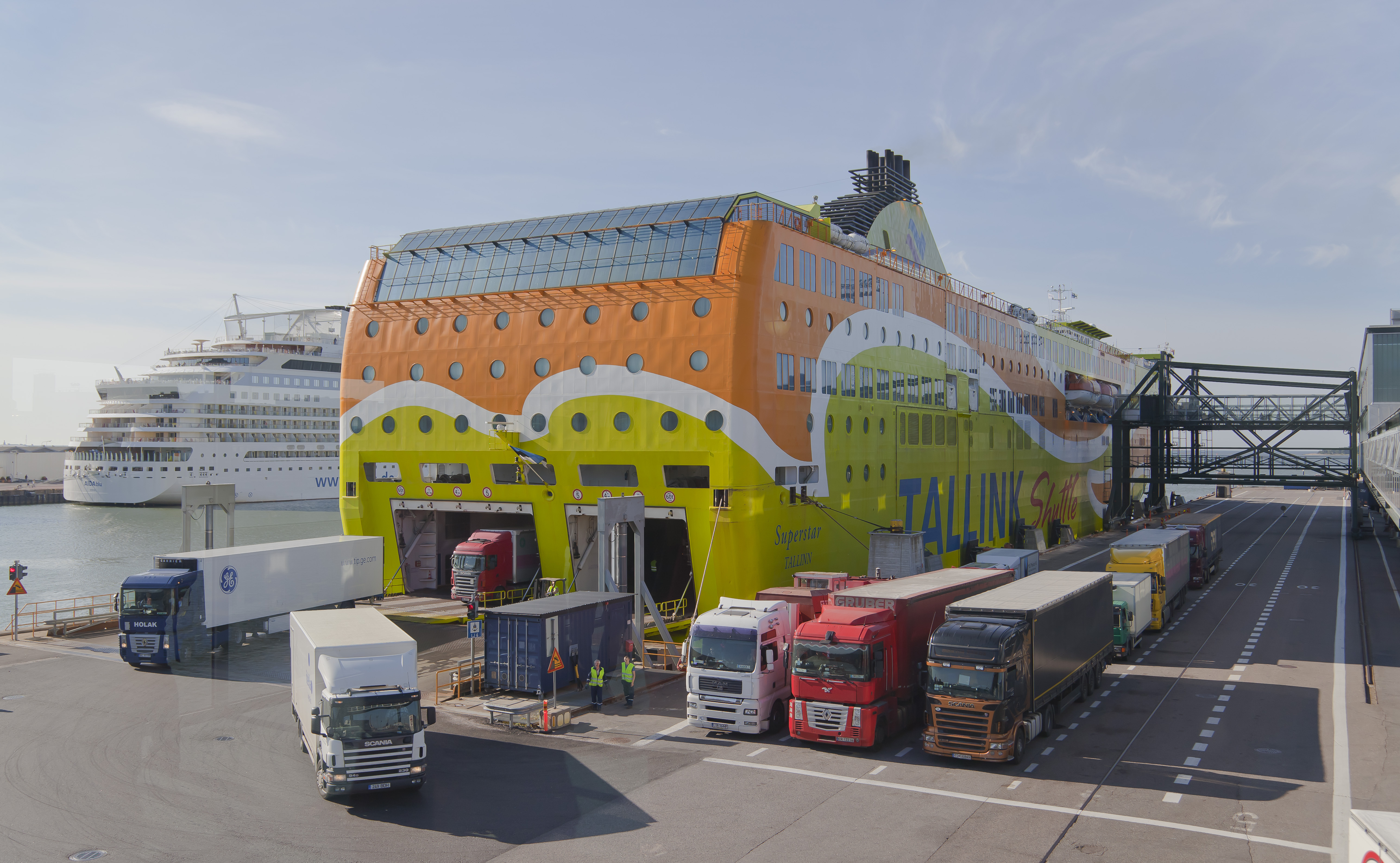
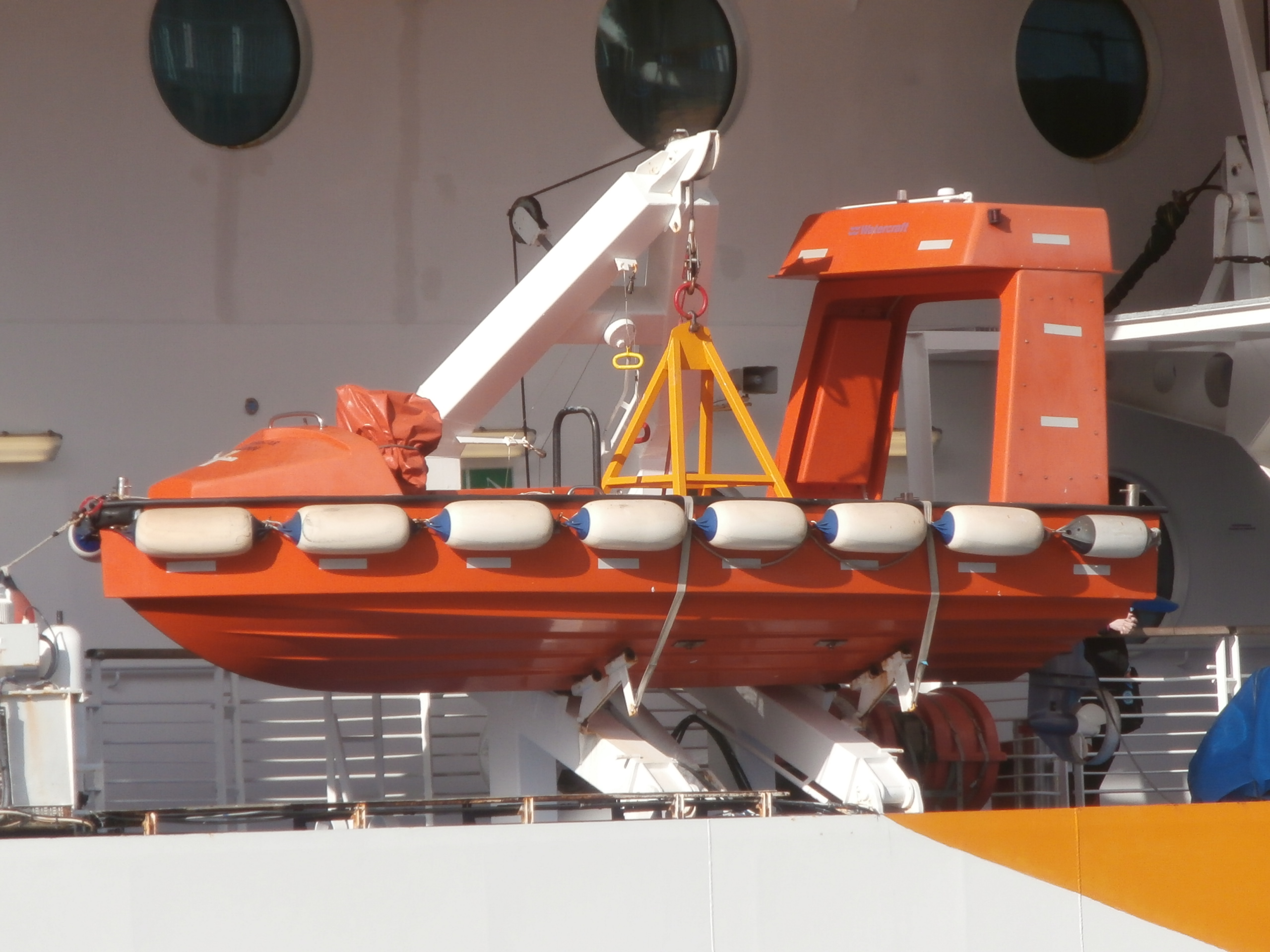
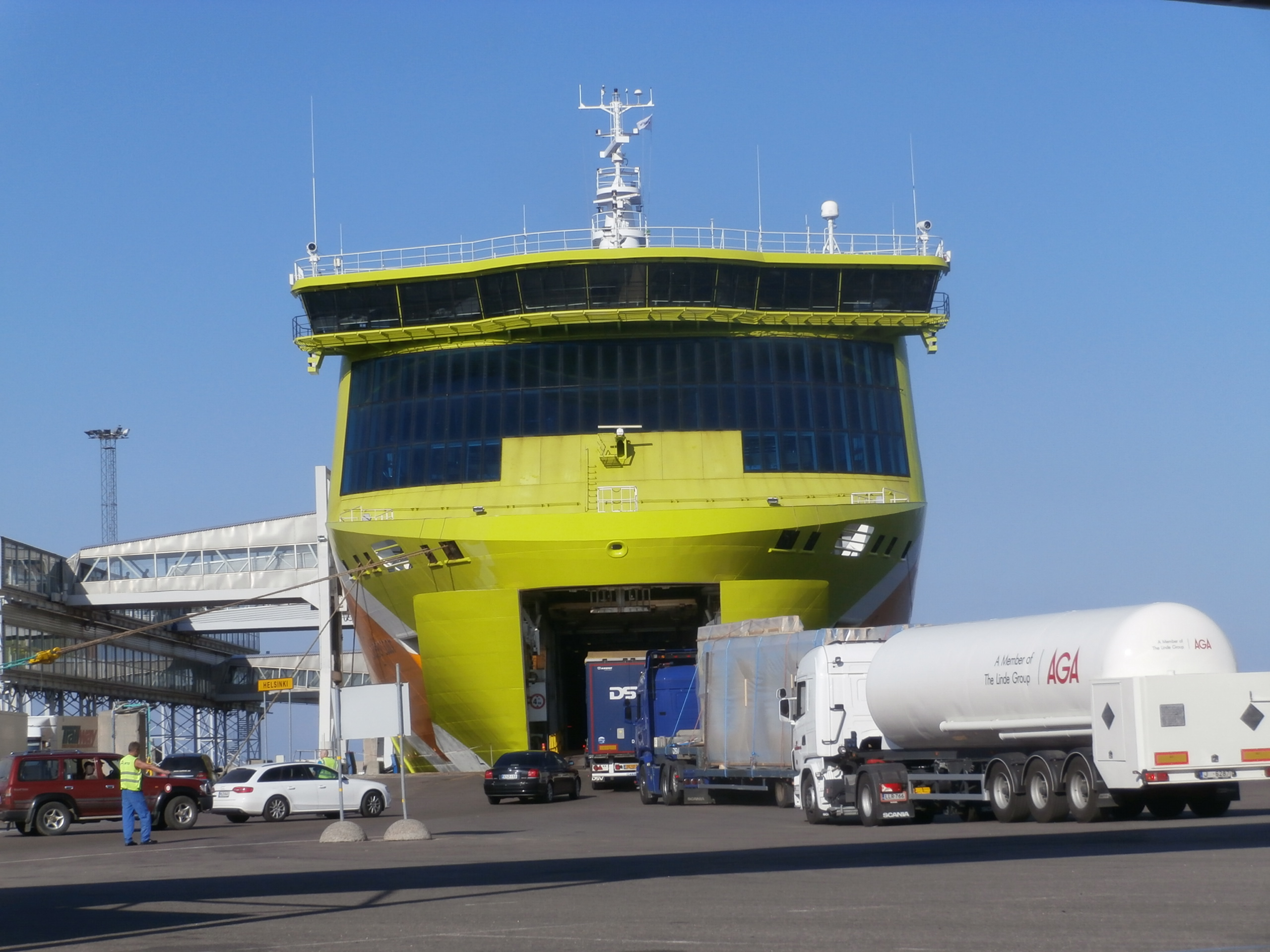
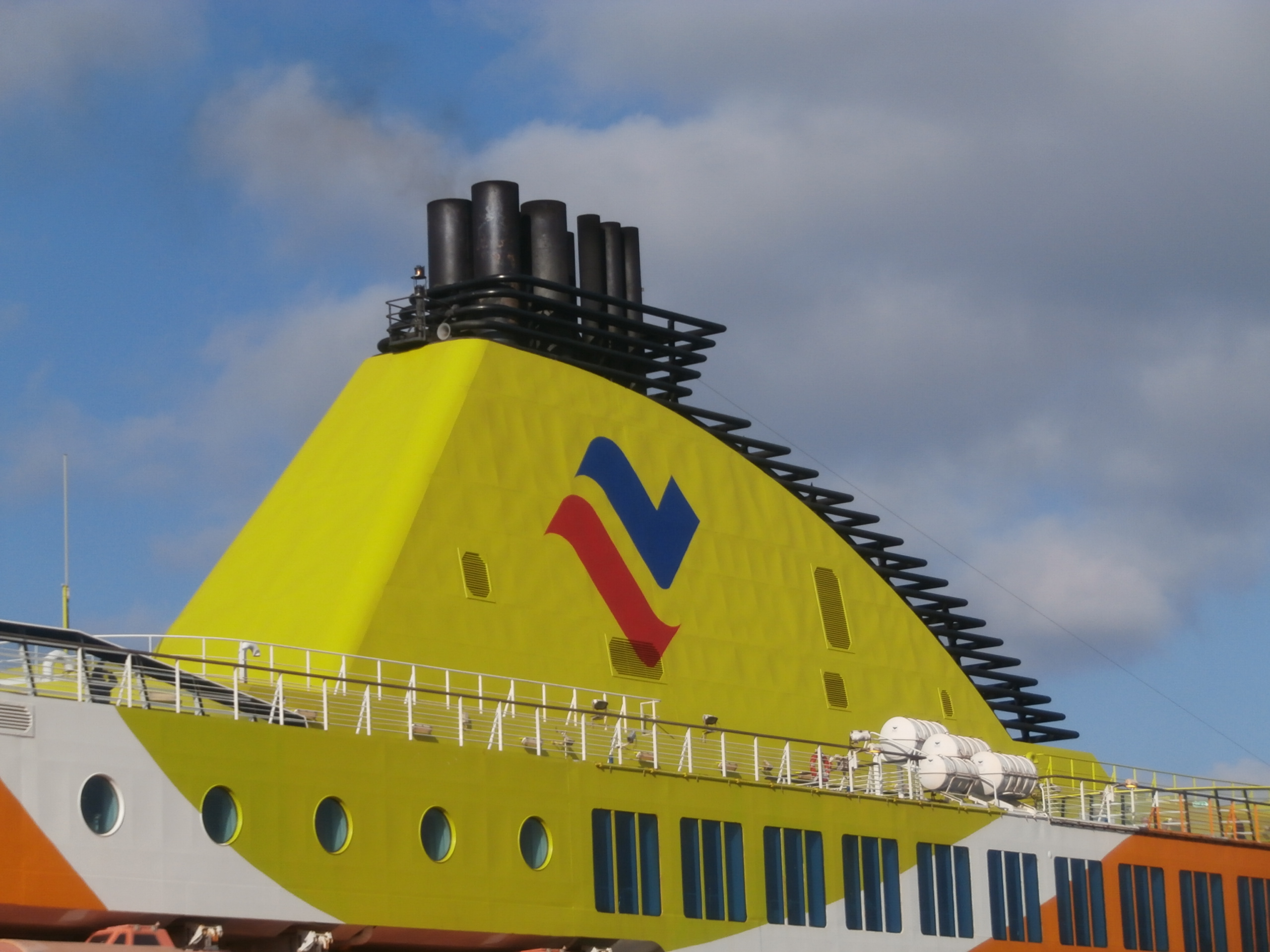
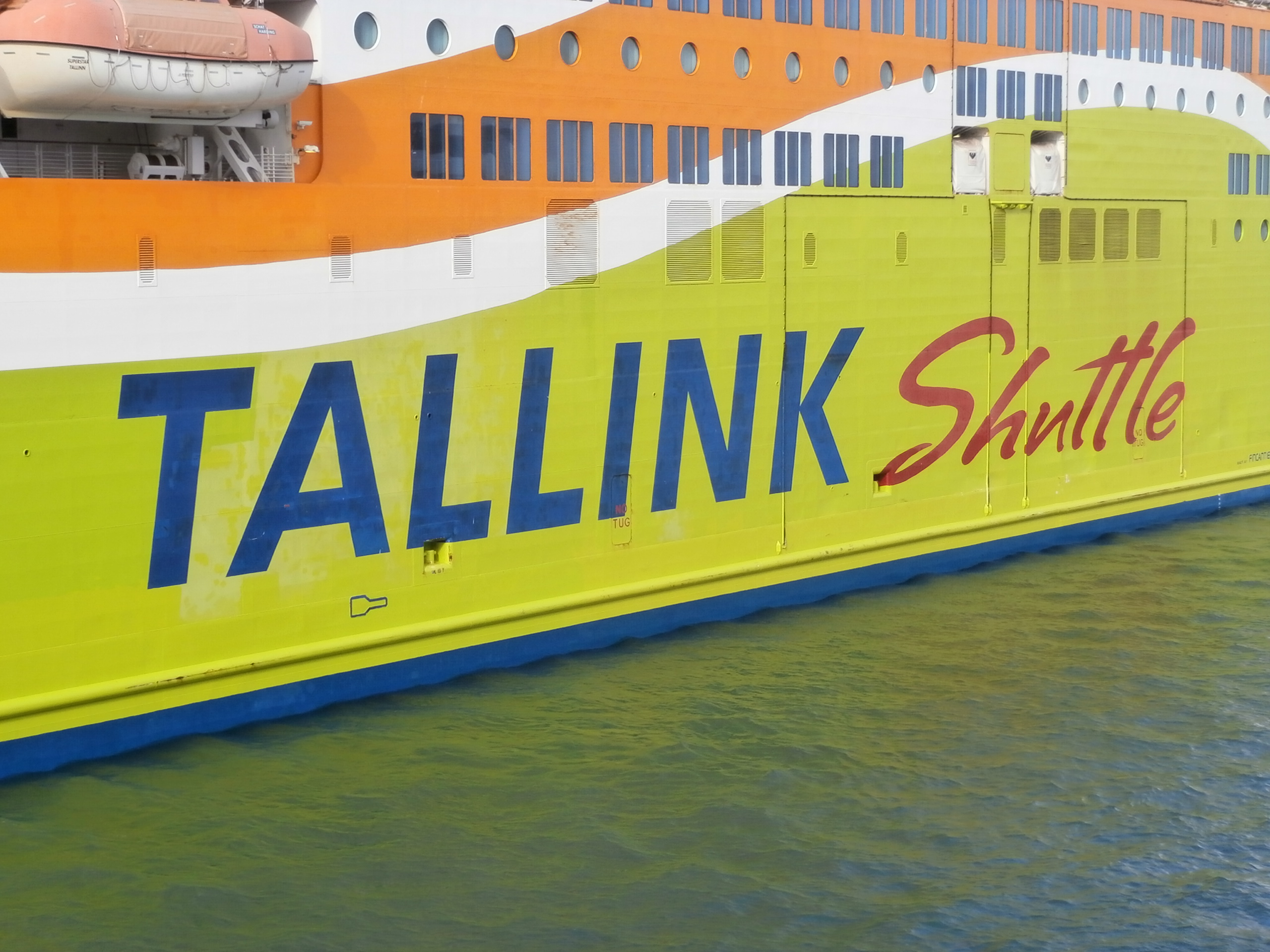
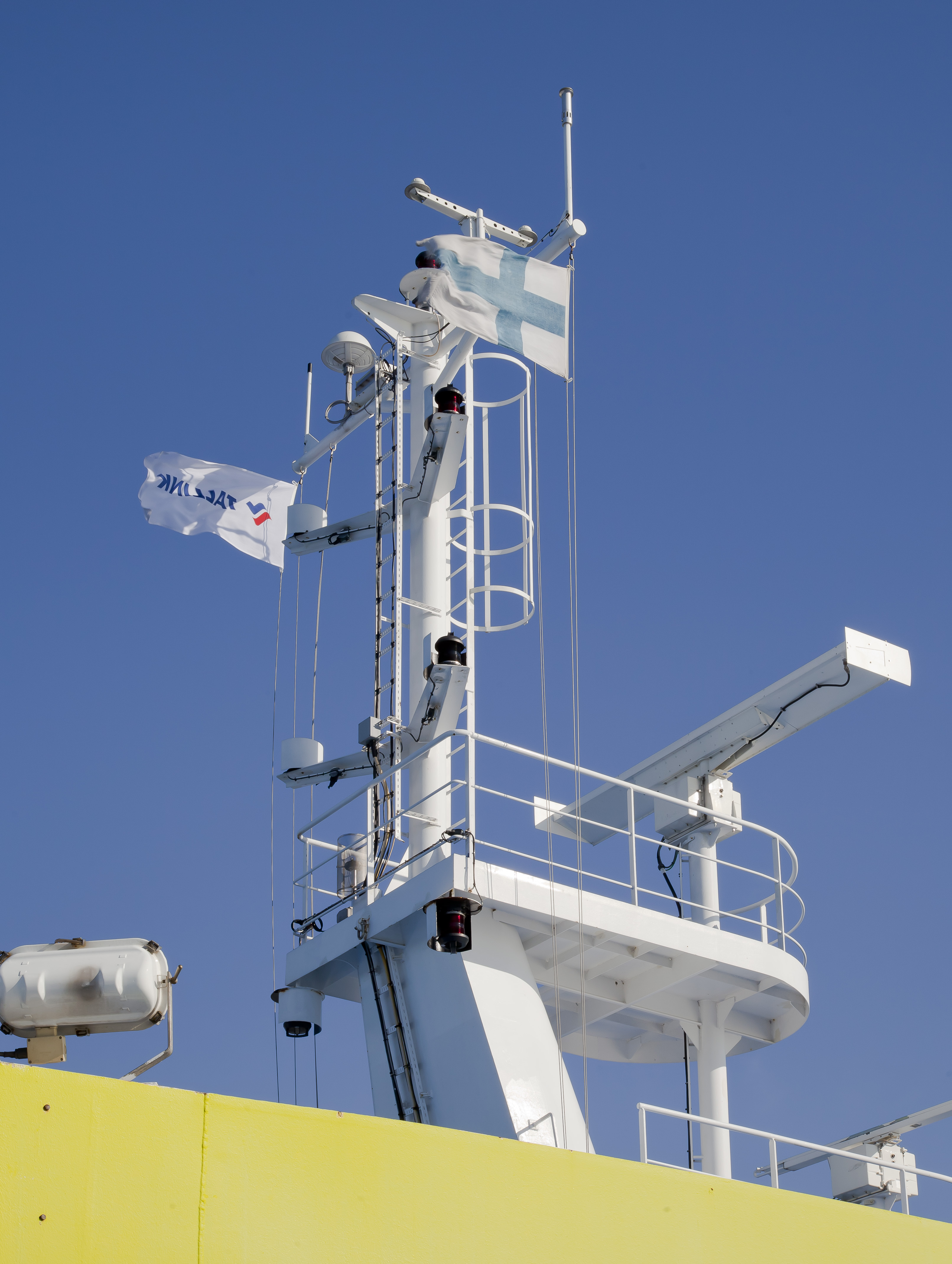
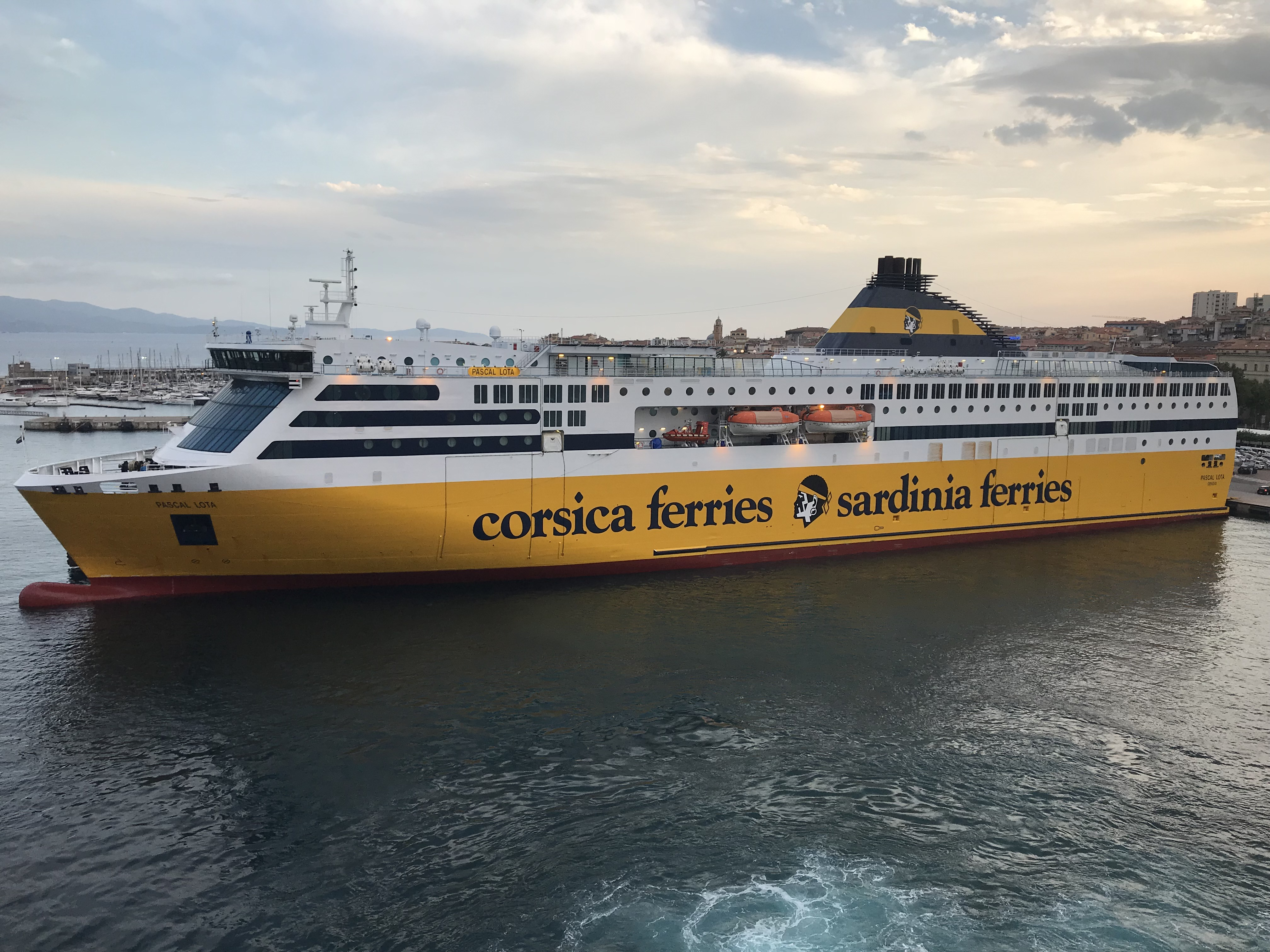
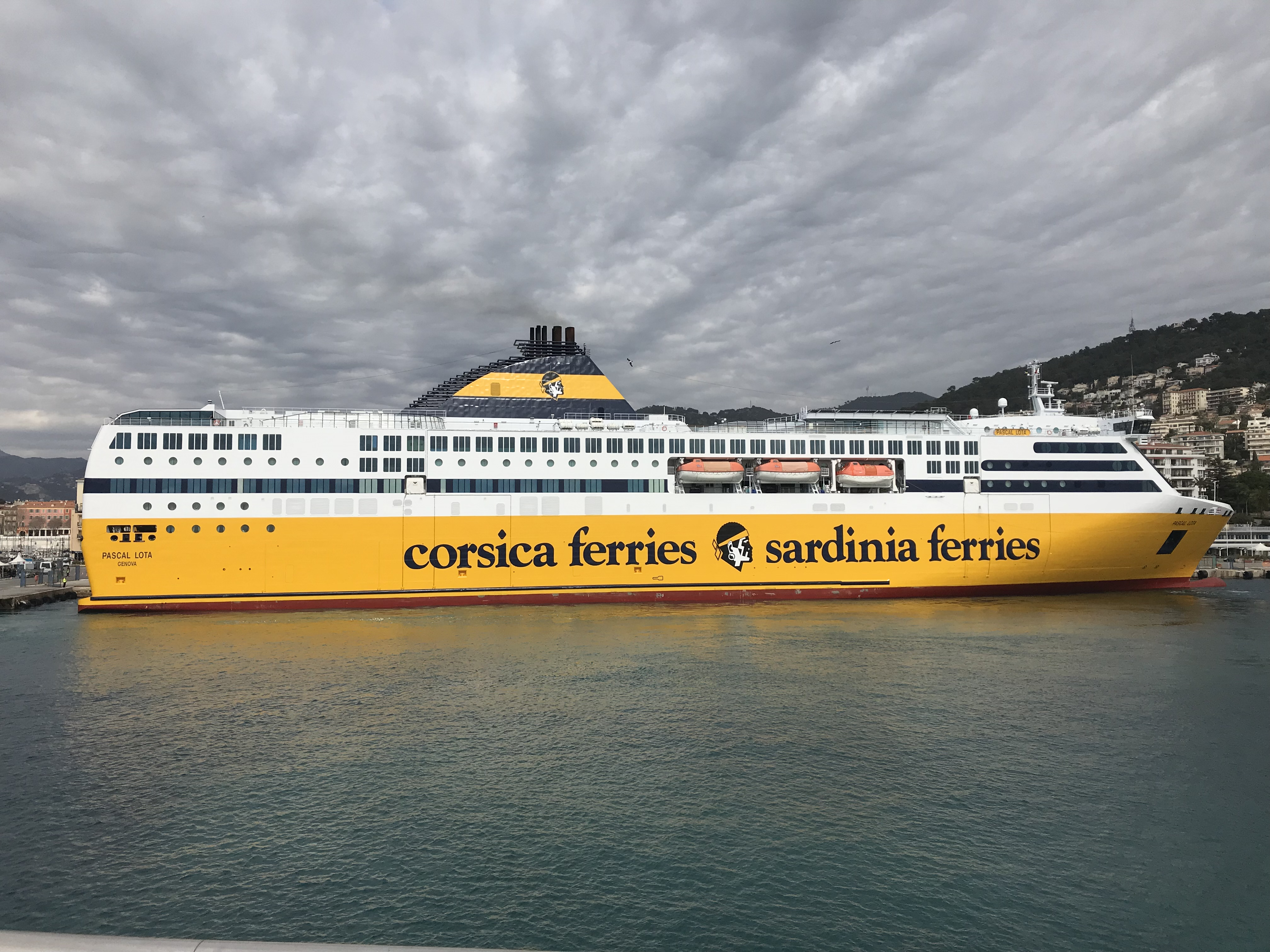
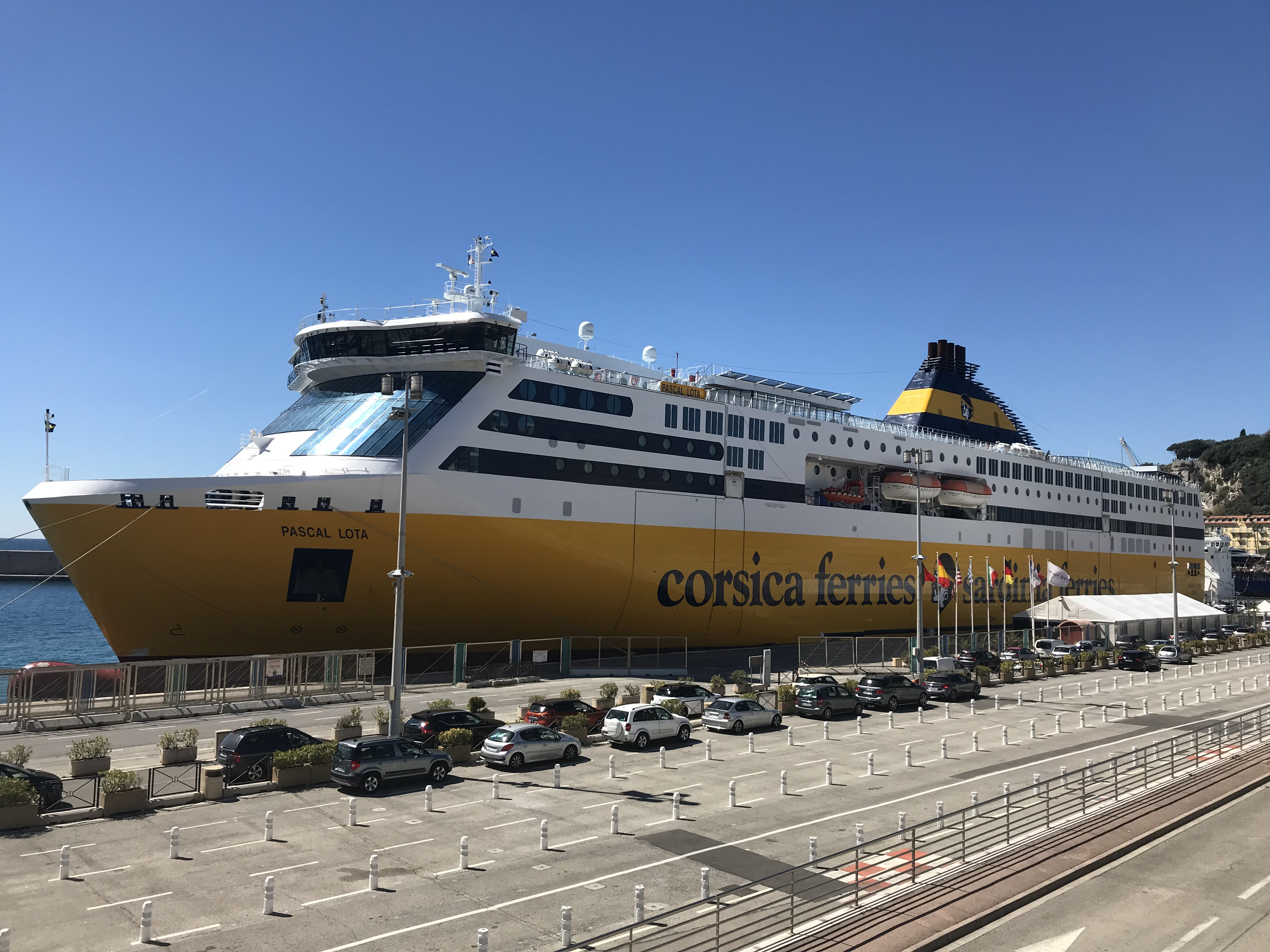
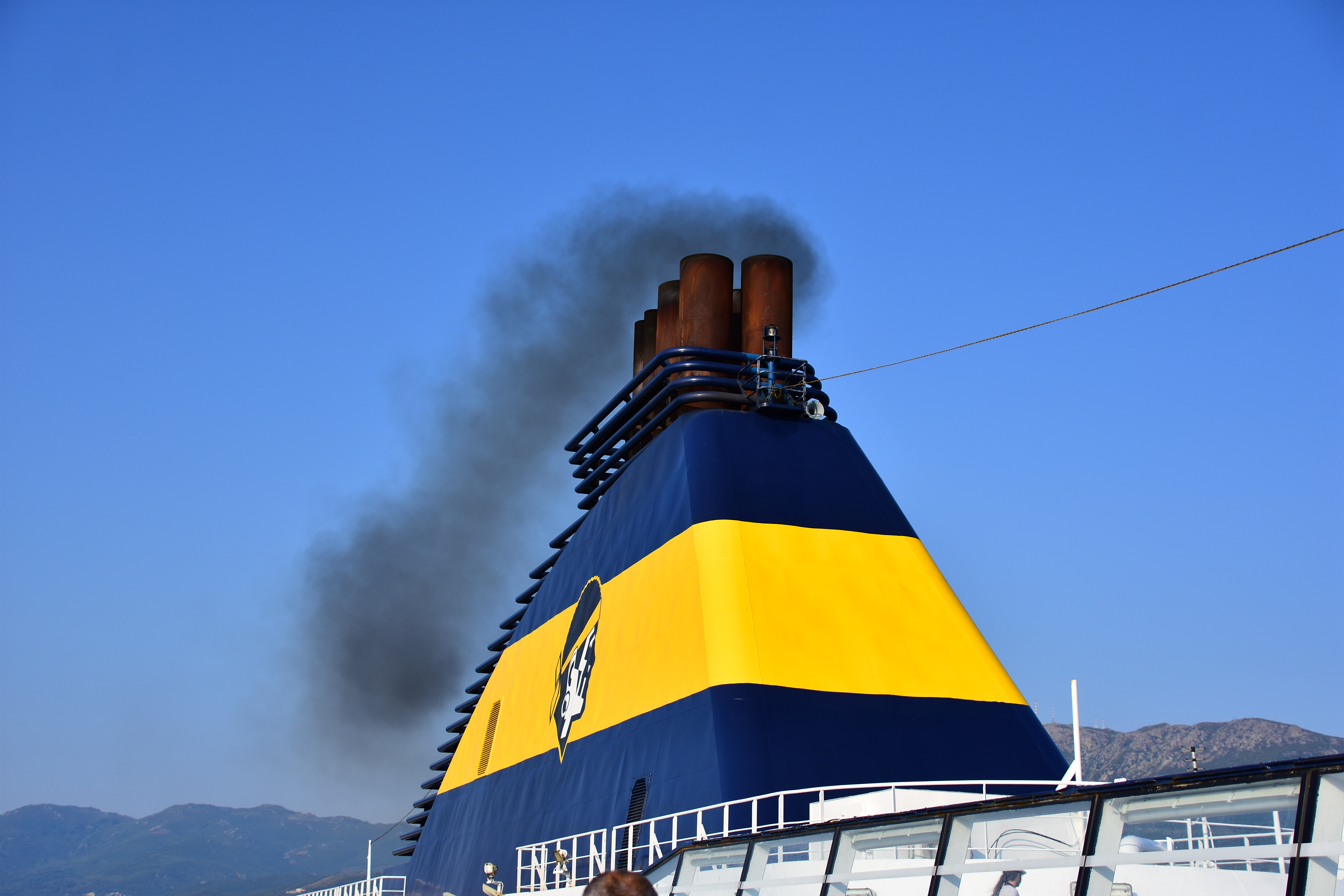